# Sigmund von Attems-Petzenstein
Reichsgraf Sigmund Karl Anton Michael von Attems-Petzenstein, auch Sigismund von Attems-Petzenstein, auch Sigismondo d’Attems (* 18. Juni 1708; † 19. März 1758 oder 19. Mai 1758 in Görz (heute Gorizia)) war ein österreichischer Historiker und Landverweser.

## Leben

### Familie

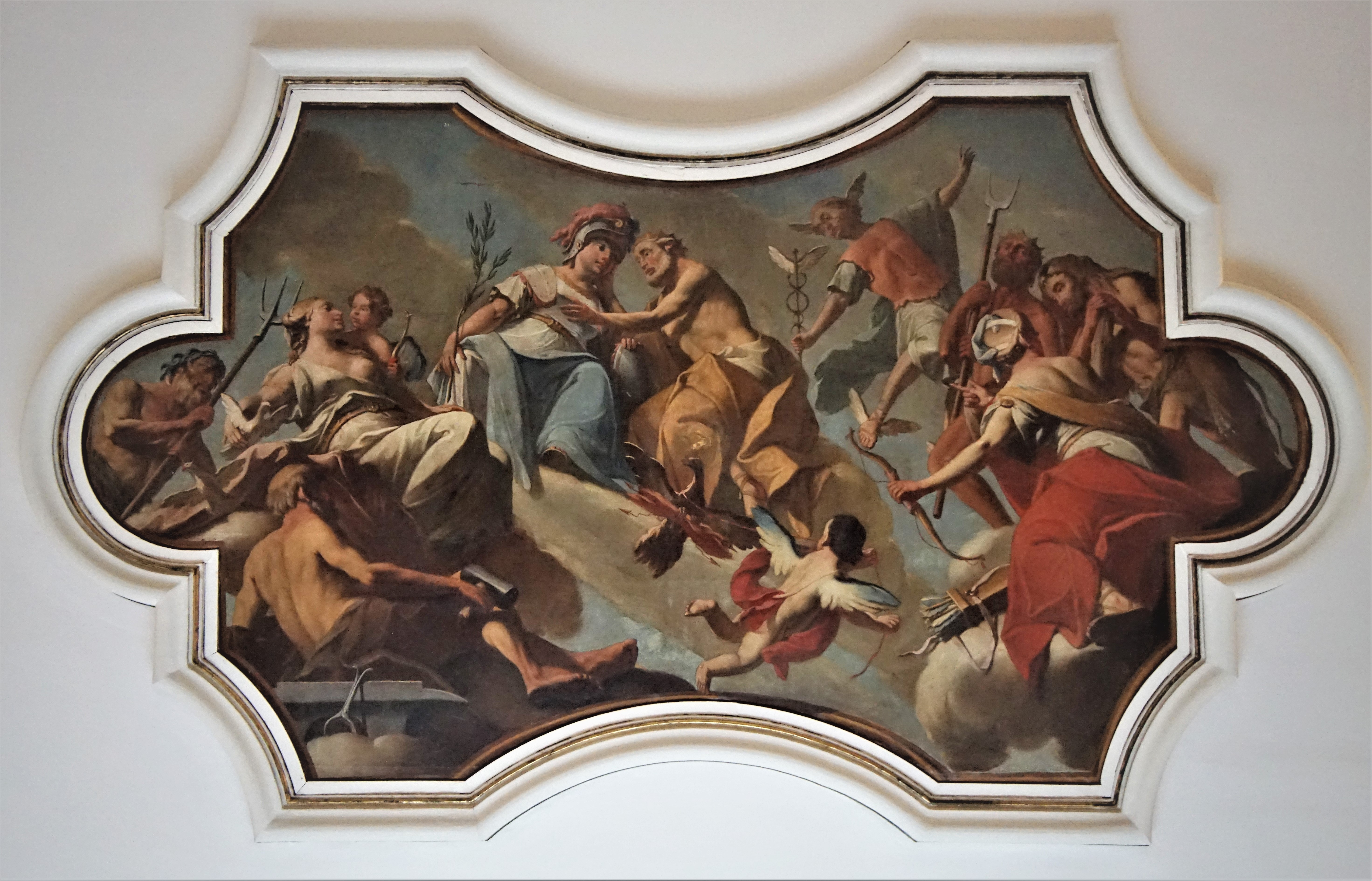
Deckengemälde im Palazzo Attems-Petzenstein

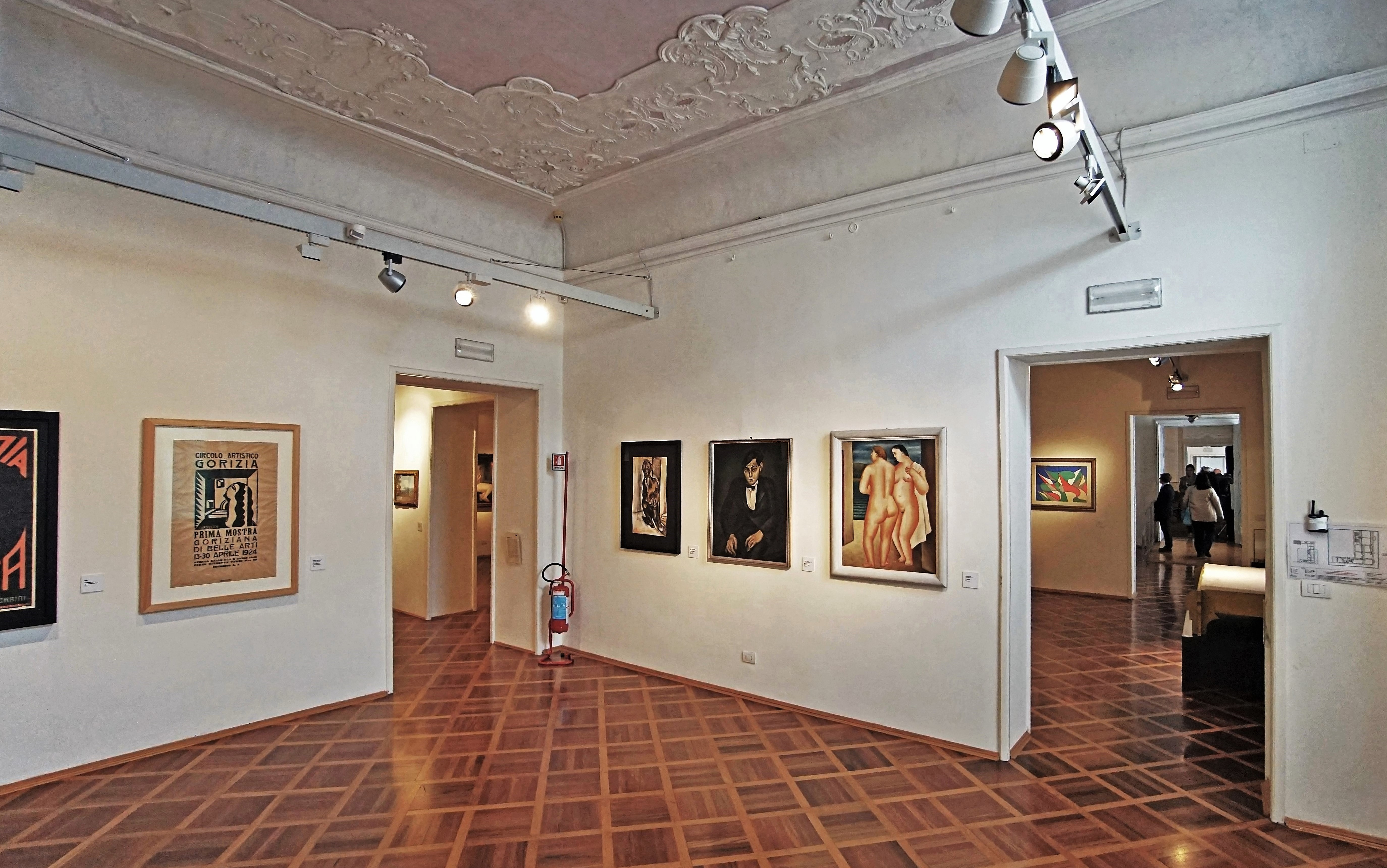
Palazzo Attems-Petzenstein – Pinakothek

Sigmund von Attems war der älteste Sohn des Reichsgrafen Johann Franz von Attems (* 2. Juli 1665; † 9. Februar 1721), Freiherr von Petzenstein, Geheimrat, Kämmerer und Landesverweser der Grafschaft Görz, und dessen Ehefrau Elisabeth, die Tochter des Grafen Ludwig Coronini von Cronberg; er hatte noch acht Geschwister, zu diesen gehörte unter anderem auch der spätere Erzbischof von Görz Karl Michael von Attems (* 4. Juli 1711 in Görz; † 28. Februar 1774 ebenda).
Er heiratete am 16. Februar 1740 in Görz Maria Josepha (* 16. Oktober 1721; † 9. Februar 1784), die Tochter des Generals der Kavallerie, Graf Friedrich von Lanthieri; gemeinsam hatten sie zwölf Kinder.
Sigmund von Attems setzte den von seinem Vater begonnenen Bau der Stadtresidenz, dem Palazzo Attems-Petzenstein, in Görz fort; das Gebäude wird heute als Pinakothek genutzt.
Er ließ mehrere Villen errichten, unter anderem in Giasbana und in Podgora bei Görz, am rechten Ufer der Sontig, wo er einen großen Landbesitz besaß; die Villa in Podgora wurde später im Ersten Weltkrieg zerstört.

### Werdegang
Sigmund von Attems wurde anfangs von Privatlehrern zu Hause ausgebildet, bevor er an das Jesuitenkolleg in Görz kam. Nach dem Tod seines Vaters zog seine Mutter mit der Familie nach Modena und er kam dort an ein von Herzog Rinaldo d’Este gefördertes Institut, an dem junge Adlige aus den Regionen von Friaul und Triest ausgebildet wurden. Während seiner Ausbildung in Modena befreundete er sich mit Lodovico Antonio Muratori und traf auch mit dem Historiker Lodovico Antonio Muratori zusammen.
1727 ging er an die Universität Salzburg und studierte Rechtswissenschaften. Nach Beendigung der Studien reiste er aus Studienzwecken nach Italien und blieb dort von Oktober 1730 bis August 1731.
Er wurde 1740 zum Abgeordneten der Görzer Grafschaft ernannt.
Von 1741 bis 1747 war er Landesverweser von Görz, während Landeshauptmann Graf Wenzel Karl Purgstall (* 1681), die Grafschaft Görz regierte.
Nach den Reformen von Friedrich Wilhelm von Haugwitz wurde er 1748 als Repräsentant der Justiz in das Amt des Landesverwesers von Görz berufen.
1744 war er in der Lage, mit finanzieller Unterstützung von Agostino Codelli, die Schulden zu begleichen, die die Provinzstaaten durch die Zahlung von Kriegskontributionen an die Staatskasse angehäuft hatten; später unterstützte er die Erhebung von Agostino Codelli in den Adelsstand.
Er war seit 1746 kaiserlicher Kämmerer und übernahm im von 1748 bis 1753 Jahr das Amt des Präsidenten des neu geschaffenen Landgerichts; dazu wurde er an das neu geschaffene Appellationsgericht in Laibach (heute Ljubljana) berufen, musste das Amt jedoch bereits nach vier Wochen aus gesundheitlichen Gründen wieder niederlegen. Während seines Aufenthaltes befreundete er sich mit Scipione Maffei, mit dem er anschließend brieflich in Kontakt blieb.
Er wurde durch Kaiser Franz I. am 29. August 1751 zum Geheimrat ernannt; dazu erfolgte 1751 Jahr seine Ernennung zum Staatsrat.
1756 beauftragte er den Maler Giambettino Cignaroli ein Altarbild für die Kirche des Heiligen Franziskus in Görz, in der die Familienmitglieder beigesetzt wurden, zu malen.
Er vollendete die von seinem Grazer Großvater Sigmund Hermann von Attems (* 13. Juni 1625; † 14. Mai 1707) begonnene und von seinem Vater weiter geführte Chronik Dokumente zur Familiengeschichte Attems in fünf Bänden; er stand hierbei auch im austauschenden Schriftverkehr mit dem Numismatiker und Historiker Erasmus Fröhlich, der die Dokumente auch für eigene Studien nutzte.
Sigmund von Attems arbeitete auch an der Geschichte seines Vaterlandes und hinterließ bei seinem Tod mehrere Manuskripte, so unter anderem Tomi duo Rerum Goritiensium sub Comitibus; Rerum Goritiensium sub archiduchibus; Rerum Forojuliensium Tomi duo und Notitia familiarum Nobilium et Civium Goritiensium; Rerum ad Patriarchatum Aquileiensem et Archiepiscopatus Goritiensem spectantibus.

## Mitgliedschaften
Sigmund von Attems gründete 1744 die Akademiker-Vereinigung Accademia dei Filomeleti, der im ersten Jahr dreizehn Gelehrte angehörten, unter anderem Gian Gasparo Lantieri, Antonio del Mestri, Giovanni Battista Bosizio, Giuseppe Zanchi, Alfons von Attem, Fabio Antonini, Daniele Florio, Anton Lazzaro Moro, Domenico Ongaro, Giambattista Cossio, Pietro Matastasio, Francesco Ongaro und Orazio Bianchi. Als sich die Vereinigung 1747 wieder auflöste, gehörten ihr inzwischen zweiunddreißig Akademiker an.

## Ehrungen und Auszeichnungen
In Gorizia wurde die Straße Via Sigismondo Attems nach Sigmund von Attems benannt.